# Revolución federalista (Tabasco)

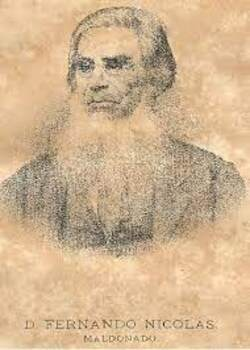
Fernando Nicolás Maldonado, líder del levantamiento.

La llamada Revolución federalista fue una guerra civil que se desarrolló en el estado de Tabasco, México de 1839 a 1840, teniendo como origen luchar contra la implantación de la República Centralista de México en México.
El levantamiento armado fue iniciado a finales de 1839 por Fernando Nicolás Maldonado, quien se alzó en armas en contra del Gobernador centralista de Tabasco José Ignacio Gutiérrez, el cual había sido impuesto por el presidente Anastasio Bustamante.

## Antecedentes
Debido al caos político provocado por la ruptura del orden constitucional iniciado al imponer como presidente a Vicente Guerrero en 1828, el continuo debate entre federalistas y centralistas aún después de proclamada la Constitución de 1824 y las diversas sublevaciones provocadas por las reformas liberales expedidas por Valentín Gómez Farías, se iniciaron las acciones para disolver la federación, imponer una república centralista y cancelar la reformas realizadas bajo el mandato de Gómez Farías.
A mediados de 1835, el partido conservador estableció un Congreso, el cual se declaró constituyente y promulgó el 23 de octubre de ese año las Bases Constitucionales. El 30 de diciembre de 1836, se promulgaron las Siete Leyes Constitucionales, que establecían el régimen de centralización gubernamental y administrativa en el país.
En Tabasco, de acuerdo a la Constitución Centralista vigente en el País, el presidente Anastasio Bustamante, nombró al General José Ignacio Gutiérrez, Gobernador del Departamento de Tabasco, a propuesta en terna de la Junta Departamental de Tabasco, ocupando el cargo desde el 10 de agosto de 1837.
Gutiérrez gobernó con "mano dura" lo que propició el descontento de la población de Tabasco, en especial de la capital San Juan Bautista, que se quejaba de los excesos cometidos por el gobernador, y la gran mayoría de los comerciantes y hacendados comenzaron a inclinarse hacia la oposición. Además, los federalistas tabasqueños no cesaban en su empeño por recuperar el gobierno, por lo que se registraron innumerables levantamientos militares durante este tiempo, los que desembocaron en 1839 en una cruenta guerra civil en el estado.

## La lucha armada
Al grito de "Federación o muerte" se inicia en Tabasco la llamada Revolución federalista, encabezada por los hermanos Fernando Nicolás, Pánfilo, Pomposo, Eulalio y José María y a la que se le unen personajes de la vida política del estado como : Agustín Ruiz de la Peña, Manuel Buelta, Justo Santa Anna, José Eusebio Magdonel, así como pequeños propietarios, comerciantes, militares de rango medio como los hermanos Zentella, un buen contingente de las "Milicias Cívicas", viejos liberales como José Víctor Jiménez, Manuel Zapata Zavala y Joaquín C. de Lanz. También simpatizaban con la causa gente de estados vecinos, y hasta personas que regresaban del exilio venidos de Nueva Orleans como el General Juan Pablo de Anaya, el cubano Francisco de Sentmanat y el español Francisco de Olave, texanos, franceses y hasta colombianos como Pedro Bruno y su hijo Miguel Bruno.

### Primera fase: Inicio
La guerra se inició a finales de 1839 en Jonuta con el alzamiento de los hermanos Maldonado y en febrero de 1840 se extendió a Tepetitán con apoyo de tropas yucatecas, así como de políticos de renombre en el estado como Agustín Ruíz de la Peña, Justo Santa Anna y Salvador Calcaneo, quienes se dirigieron a la villa de Macuspana la cual tomaron y en donde levantaron un acta titulada Base Primaria y Programática Federalista.
Para abril el Comandante y gobernador Gutiérrez amenazó con confiscar los bienes de las personas que apoyaran a los rebeldes federalistas, para entonces, la rebelión ya se había extendido para el distrito de la Sierra, con alzamientos en Teapa y Tacotalpa; las tropas de Gutiérrez atacaron ferozmente Jalapa, replegando a los federalistas a Tacotalpa, mientras que en Teapa los federalista eran derrotados por las fuerzas de Gutiérrez obligándolos a refugiarse en Chiapas. Ante esto, Fernando Nicolás Maldonado se trasladó al Cantón de Huimanguillo (que entonces pertenecía a Veracruz), para reorganizar a su ejército y posteriormente atacar San Antonio de Cárdenas y ocupar Cunduacán donde derrotó a Gutiérrez.
El gobernador se atrincheró en la capital y solicitó apoyo al presidente Anastasio Bustamante quien ordenó el apoyo con el Batallón de Tehuantepec, del 9º Regimiento de Infantería y del Batallón Activo de Acayucan, que se trasladaron a Huimanguillo para enfrentar a los rebeldes.
El 29 de junio de 1840, Maldonado atacó la capital del estado logrando ocupar los barrios de Esquipulas y La Concepción y parte del centro de la ciudad, Gutiérrez tenía sus atrincheramientos en Fortín de la Encarnación, en la calle del Calvario (hoy Zaragoza), en El Principal y en la casa de Gobierno. La guerra se prolongó por más de un mes, sin que los federalistas lograran tomar la ciudad, por lo que se retiraron hacia el interior del estado para reorganizarse.
Las fuerzas centralístas prestadas al gobernador Gutiérrez a las que se les unió una sección de Chiapas derrotaron a los rebeldes de Teapa, mientras que los federalistas tomaban el puerto de Guadalupe de la Frontera adueñándose de la aduana marítima y bloqueando el paso de barcos hacia la capital del estado, por lo que se originó un fuerte descenso económico y desabasto en la ciudad de San Juan Bautista. Ante esto, Gutiérrez solicitó recursos al gobierno general, sin embargo no se los pudieron brindar.

### Segunda fase: Reorganización
Esta segunda fase inicia en el mes de julio de 1840 y se caracterizó por una reorganización de las fuerzas rebeldes federalistas, las cuales se recuperaron en la Chontalpa reforzadas por el apoyo de los hermanos Zentella y de Agustín Ruíz de la Peña en Cunduacán, mientras que en la capital recibían las simpatías y apoyo de muchos de los políticos de renombre y de los habitantes cansados de los exesos del gobernador Gutiérrez.
Fernando Nicolás Maldonado, cabeza del movimiento, decidió viajar a Campeche en donde se entrevistó con el General Juan Pablo de Anaya y el cubano Francisco de Sentmanat a quienes convenció de la importancia de restablecer el federalismo en Tabasco. Después viajó a Mérida entrevistándose con el gobernador yucateco Juan de Dios Cosgaya quien lo respaldó y apoyó con armas y soldados, lo que daría un nuevo impulso a los liberales tabasqueños.
A principios de agosto de 1840, el General Juan Pablo de Anaya convenció al almirante texano Edwin Ward Moore quien comandaba tres buques de la Armada de Texas para que lo apoyara en la reestitución del federalismo en Tabasco, a cambio de un pago de $ 25,000 pesos que serían pagados al triunfo de la causa (el incumplimiento de este convenio, provocaría más tarde el bombardeo texano a la capital de Tabasco).

### Tercera fase: Desenlace
La tercera fase de la lucha inicia a finales de agosto, cuando se forman tres contingentes militares, uno encabezado por Fernando Nicolás Maldonado, otro por Francisco de Sentmanat y el tercero por Juan Pablo de Anaya quien es nombrado Comandante de las fuerzas federalistas de Tabasco.
El 7 de septiembre, Anaya desembarcó en el puerto de Guadalupe de la Frontera en compañía de la artillería texana. En este punto, se les unió el guerrillero colombiano Miguel Bruno quien simpatizaba con el movimiento.
Fernando Nicolás Maldonado, que encabezaba un segundo contingente, y junto con Justo Santa Anna fortalecieron sus fuerzas tomaron Jonuta, Macuspana Tepetitán, Jalapa, el pueblo de Cacaos, Teapa y Tacotalpa para irse adueñando de puntos clave cercanos a la capital del estado.
Por su parte, Francisco de Sentmanat unió su contingente al de los guerrilleros de la Chontalpa y del español Francisco Olave, y fue derrotando a los centralistas. A mediados de septiembre derrotó a los Voluntarios de la Patria y asestó un duro golpe a las fuerzas centralistas al derrotar y aprehender a una de las cabezas fundamentales del gobernador Gutiérrez, el General Evaristo Sánchez, quien fue juzgado en Consejo de Guerra y fusilado. En octubre Sentmanat derrotó en Comalcalco a los centralistas comandados por Joaquín Rodal y Amalio Alarcón, y a principios de noviembre batió a Mariano Cornejo en Cunduacán, lo que otorgó a Sentmanat un gran prestigio y admiración, y desde ese momento fue respetado y temido por sus enemigos.
El contingente de Juan Pablo de Anaya y los tres barcos de la armada de Texas, remontaron el río Grijalva llegando a la capital del estado San Juan Bautista, sitiándola y bombardeándola. Francisco de Sentmanat sitió con su contingente el poniente de la capital, mientras que por otro de los lados lo hizo Fernando Nicolás Maldonado. 
Esta situación obligó al gobernador y comandante José Ignacio Gutiérrez a tratar de negociar la capitulación, le escribió a Anaya pero no le respondió, y entonces se dirigió a Francisco de Sentmanat quien se encontraba ya en el pueblo de Atasta en las afueras de la capital, y en donde se llevó a cabo el tratado que dio fin a la guerra el 17 de noviembre de 1840.

## Consecuencias

### Nueva forma de gobierno
A la capitulación del gobernador José Ignacio Gutiérrez ocupó interinamente la gubernatura del estado y la Comandancia el General Juan Pablo de Anaya, quien reunió a los federalistas para llevar a cabo las elecciones para Gobernador, Consejeros, Diputados y Ayuntamiento.
En diciembre de 1840 se reunió la junta electoral y designó como Gobernador provisional a Agustín Ruíz de la Peña y como Consejeros a Pedro Requena Estrada, José Víctor Jiménez, Francisco Díaz del Castillo y José Antonio Ibarra. También se aceptaron las Bases fundamentales de los federalistas tabasqueños, entre las que destacan: que el Gobernador sería una persona "patriótica"; se formaría un Congreso de Gobierno integrado por tres personas; la creación de una Corte Suprema de Justicia con tres jueces, y proclamaría la adhesión del estado al federalismo.

### Bombardeo texano
A los pocos días de haber tomado posesión de la gubernatura Agustín Ruíz de la Peña, se presentó en la capital del estado una escuadra de buques texanos al mando del Comodoro Edwin Ward Moore, quien reclamaba el pago acordado con Anaya por haber apoyado la causa liberal, esto motivó que el 14 de ese mismo mes, Ruiz de la Peña, renunciara al cargo siendo sustituido por el campechano Pedro Requena Estrada.
Ante el incumplimiento del trato hecho por Juan Pablo de Anaya, la armada texana comenzó a bombardear la capital del estado, por lo que el gobernador Pedro Requena Estrada se entrevistó con el almirante Moore para disuadirlo de suspender el bombardeo ya que el trato lo había hecho con Anaya y el gobierno del estado no contaba con recursos para el pago.

### Separación de Tabasco de México
Ante el triunfo de las fuerzas federalistas en Tabasco, el presidente Anastasio Bustamante en represalia, decretó fuertes sanciones económicas para el estado, que incluían la prohibición del comercio de productos provenientes de Tabasco.
El 11 de febrero de 1841 el presidente Bustamante expide un Decreto cerrando para el comercio extranjero y el de escala y cabotaje el puerto de San Juan Bautista, así como también le quita el nombramiento de "Puerto Menor" a la ciudad de San Juan Bautista.
Las sanciones impuestas a Tabasco por el presidente Bustamante, representaban un duro golpe para la economía estatal, lo que molestó a las autoridades federalistas tabasqueñas, por lo que el 13 de febrero de 1841 el Congreso del estado de Tabasco integrado por los Diputados de la VIII Legislatura: Manuel Zapata (Presidente), Joaquín Burelo (secretario), Antonio Bordas, José María Maldonado y Pedro Antonio Díaz, firmaron el ácta que decretaba la separación de Tabasco de México, y la proclamación de la República de Tabasco en protesta por el centralismo imperante en el País, y por las injustas sanciones impuestas por el Gobierno Central, asumiendo el Congreso local las facultades del Congreso General, otorgándole al gobernador José Víctor Jiménez las facultades de Presidente de la República, y creándose dos Secretarías: la de Guerra y Marina, y la de Hacienda.